# 河坞乡
河坞乡，是中华人民共和国河南省驻马店市新蔡县下辖的一个乡镇级行政单位。

## 行政区划
河坞乡下辖以下地区：
河坞村、陈庄村、孙堂村、李湾村、闵庄村、石营村、瓦屋村、张庄村、戚楼村、吴店村、梁夹道村、孙湾村和柏围孜村。